# Epharmottomena costiplaga
Epharmottomena costiplaga là một loài bướm đêm trong họ Noctuidae.